# Trent Forrest

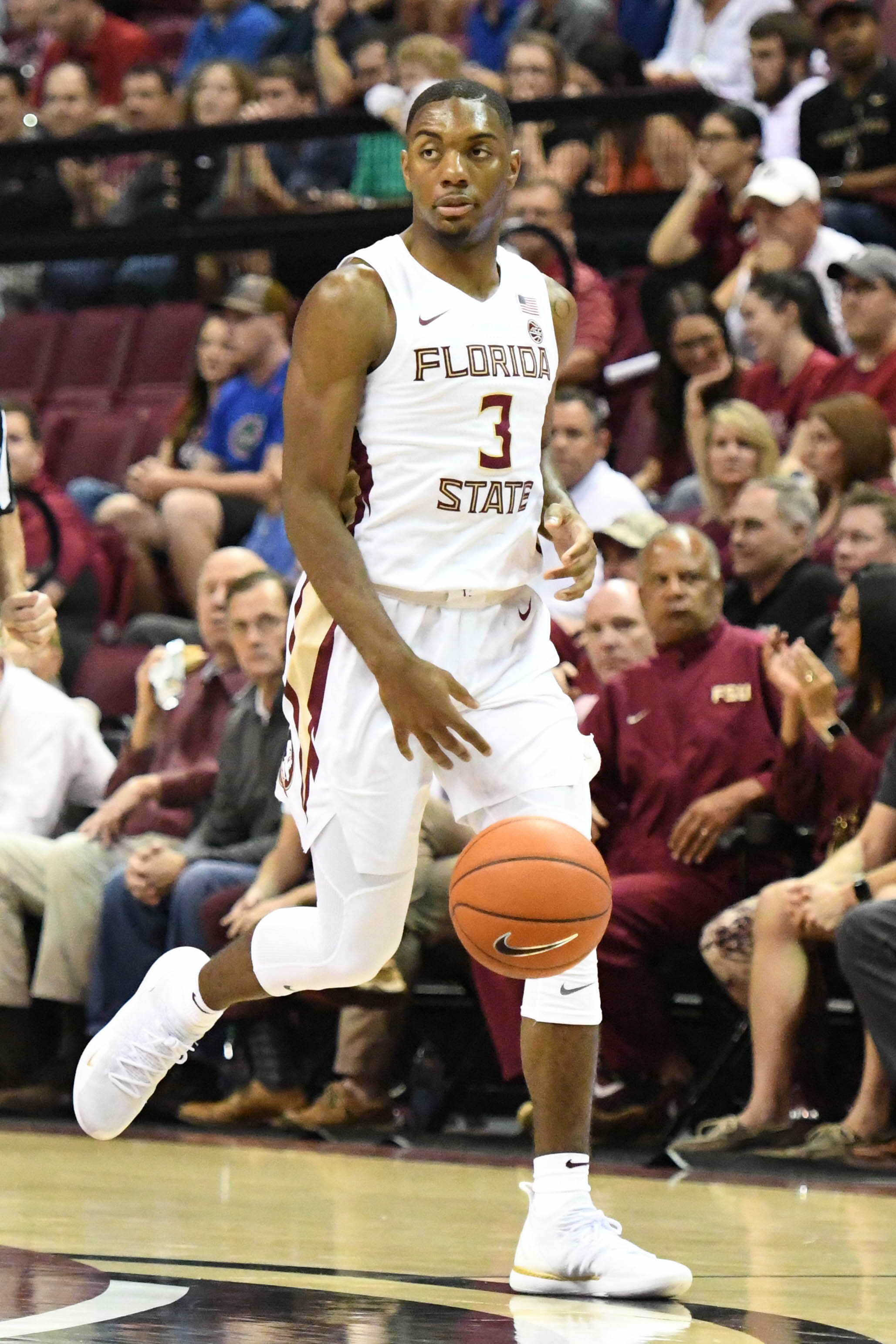
Trent Forrest, 2018.

Landon Trent Forrest, född 12 juni 1998 i Dothan i Alabama, är en amerikansk professionell basketspelare (PG/SG) som spelar för Atlanta Hawks i National Basketball Association (NBA). Han har tidigare spelat för Utah Jazz.
Forrest blev aldrig NBA-draftad.
Innan han blev proffs studerade Forrest vid Florida State University och spelade för universitetets idrottsförening Florida State Seminoles.
Han är kusin till Saben Lee och släkt med Amp Lee.